# Arsène Usher Assouan
Arsène Usher Assouan, né le 24 octobre 1930 à Grand-Lahou et mort le 13 octobre 2007, est un homme politique ivoirien, licencié en droit, avocat de profession à la Cour d'Appel d'Abidjan, il fut une grande personnalité sur le continent africain sous l'ère Félix Houphouët-Boigny. 

## Biographie
Brillant avocat à la cour d’appel d’Abidjan, conseiller territorial à Grand-Lahou, Arsène Usher Assouan est élu député à l’Assemblée constituante de décembre 1958 à avril 1959. Le 27 avril 1959, il est élu vice-président de l'Assemblée législative (ancien nom de l'Assemblée nationale de Côte d'Ivoire) pour la première législature (1959-1960). Remarqué par Félix Houphouët-Boigny, il devient son attaché de cabinet de celui-ci alors ministre délégué, puis ministre d’État du gouvernement de la République française. 
En mars 1961, Arsène Usher Assouan devient délégué permanent de la Côte d'Ivoire à l'ONU. Il représente la Côte d’Ivoire au Conseil de sécurité du 1er janvier 1964 au 31 décembre 1965.  
En 1965, il entre au PDCI-RDA. Dès 1966, il est nommé ministre des Affaires étrangères dans le gouvernement Houphouët-Boigny IV. Il officie à la tête de la diplomatie ivoirienne jusqu'en 1977, lorsque le président Houphouët-Boigny, lors d'un remaniement ministériel, démet neufs ministres de leur fonction (dont Arsène Usher Assouan et Henri Konan Bédié) dans un climat relatif à des affaires de malversation au sein du gouvernement et de lutte contre la corruption,. 
Ancien directeur-adjoint de la Caisse de compensation et de prestations familiales de la Côte d’Ivoire (actuelle CNPS), il fut maire de Cocody de 1980 à 1990 et de Grand-Lahou de 1990 à 2007.

## Honneurs
Il fut :
- Commandeur de l’ordre national de Côte d’Ivoire
- Grand officier de la Légion d'honneur France
- Grand-croix de la Légion d’Allemagne
- Grand-croix de la Légion du Liberia
- Grand-croix de la Légion  de Tunisie
- Grand-croix de la Légion du Cameroun
- Grand-croix de la Légion de Chine
- Commandeur dans l’ordre national de la Mauritanie
- Commandeur dans l’ordre national du Tchad
- Commandeur dans l’ordre national du Gabon
- Commandeur dans l’ordre du Mérite du Congo-Brazzaville

## Fonction ministérielles
Liste non complète
- Ministre des Affaires étrangères dans le gouvernement Houphouët-Boigny IV, du 21 janvier 1966 au 23 septembre 1968
- Ministre des Affaires étrangères dans le gouvernement Houphouët-Boigny V, du 23 septembre 1968 au 5 janvier 1970
- Ministre des Affaires étrangères dans le gouvernement Houphouët-Boigny VI, du 5 janvier 1970 au 8 juin 1971
- Ministre des Affaires étrangères dans le gouvernement Houphouët-Boigny VII, du 8 juin 1971 au 24 juillet 1974
- Ministre des Affaires étrangères dans le gouvernement Houphouët-Boigny VIII, du 24 juillet 1974 au 4 mars 1976
- Ministre des Affaires étrangères dans le gouvernement Houphouët-Boigny IX, du 4 mars 1976 au 27 juillet 1977

## Ouvrages
Il est l'auteur de 3 essais :
- L’œuvre déterminante du président Houphouet-Boigny dans la décolonisation, 1965
- Le président Houphouet-Boigny et l’unitarisme africain.
- La Côte d’Ivoire au service de l’Afrique et de la paix.
- Coup d'État à Askia.
- L'unitarisme africain du président Houphouët-Boigny, 1965.
- La République de Côte d'Ivoire au service de l'Afrique et de la paix, 1968